# کایلا هوفمن
کایلا هوفمن (به انگلیسی: Kayla Hoffman) ژیمناست زادهٔ ۱۳ اوت ۱۹۸۸ میلادی اهل کشور ایالات متحده آمریکا است.